# Liang Muda
Liang Muda is een bestuurslaag in het regentschap Deli Serdang van de provincie Noord-Sumatra, Indonesië. Liang Muda telt 64 inwoners (volkstelling 2010).